# Mano Brown
Mano Brown OMC (né le 22 avril 1970 à São Paulo) est un rappeur brésilien. En octobre 2008, le magazine Rolling Stone publie une liste des « 100 plus grands artistes de la musique brésilienne », dans laquelle il figure en 28e position. Mano Brown se distingue par son aversion pour les médias traditionnels. Il accorde rarement des interviews à des journaux, des magazines ou des émissions de télévision. Il est également rare que les Racionais MC's fassent des apparitions à la télévision, sauf lorsqu'ils sont diffusés en direct. Ses textes traitent de la réalité qu'il a vécue et dont il a été témoin dans les favelas et les périphéries.
Depuis 2022, il anime le podcast Mano a Mano, pour Spotify, où il interviewe différentes personnalités et encourage la discussion sur des sujets tels que la musique, la négritude, la politique, la santé et le football.

## Biographie

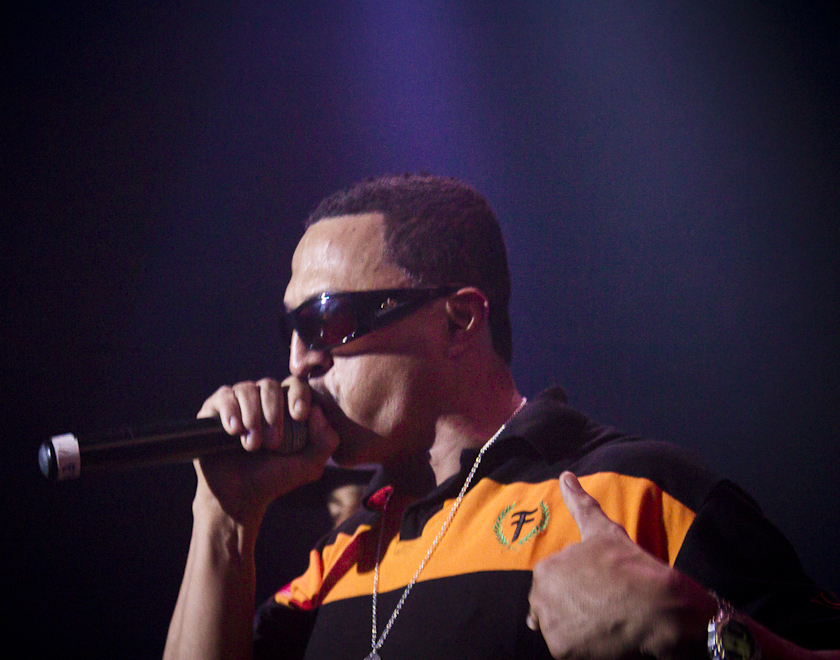
2Live at Black Bom Bom.

Pedro Paulo Soares Pereira naît le 22 avril 1970 à São Paulo. Il est le fils d'Ana (décédée le 16 décembre 2016) et grandit à la périphérie de la ville, dans le quartier de Capão Redondo (Parque Santo Antonio), à l'extrême sud de São Paulo. Mano Brown n'a jamais connu son père, mais une publication révèle que son père avait des origines italiennes.
Selon le site web vidaloka.net, Brown commence sa carrière solo en 2016, sortant son premier CD en décembre de la même année, intitulé Boogie Naipe (du même nom que le label appartenant au rappeur et à sa femme). Son partenaire Lino Krizz est présent sur presque toutes les chansons. Sa musique va de la soul au funk old-school et ses influences incluent Marvin Gaye et d'autres artistes qui jouaient dans les dancings noirs dans les années 1970 et 1980.
Mano Brown est l'auteur de chansons telles que Vida Loka I, Vida Loka II, Negro Drama (avec Edi Rock), A Vida é Desafio, Jesus Chorou, Da Ponte pra Cá, Capítulo 4, Versículo 3, Tô Ouvindo Alguém Me Chamar, Diário de um Detento, Fórmula Mágica da Paz, Homem na Estrada, Fim de Semana no Parque (avec Edi Rock), Mano Na Porta do Bar, Negro Limitado (avec Edi Rock), Pânico na Zona Sul et Eu Sou 157.
En 2015, Brown accepte un partenariat avec le chanteur Naldo Benny. pour enregistrer ensemble le morceau Benny & Brown. Le clip est tourné à Capão Redondo et Complexo da Maré (où Naldo a grandi), entre autres lieux dans les deux villes (Rio de Janeiro et São Paulo).
En 2016, le magazine Rolling Stone élit Boogie Naipe 4e meilleur album brésilien de 2016. En 2017, l'œuvre est nommée pour le Latin Grammy 2017 du « meilleur album pop contemporain » en portugais.

## Discographie

### Albums studio
- 2016 : Boogie Naipe

### Compilations
- 1994 :  Racionais MC's

### Albums live
- 2001 : Racionais MC's Ao Vivo
- 2006 : 1000 Trutas, 1000 Tretas
- 2023 : Racionais 3 Décadas

### DVD
- 2006 : 1000 Trutas, 1000 Tretas

### Avec Racionais MC's
- 1990 : Holocausto Urbano
- 1992 : Escolha o Seu Caminho
- 1993 : Raio-X do Brasil
- 1994 : Racionais MC's
- 1997 : Sobrevivendo no Inferno
- 2001 : Racionais MC's Ao Vivo
- 2002 : Nada como um Dia Após o Outro Dia
- 2006 : 1000 Trutas, 1000 Tretas
- 2014 : Cores & Valores